# BATTLLOON - バトルーン
『BATTLLOON - バトルーン』は、日本のゲームソフト開発チームnoname studioが開発しUNTIESより2019年2月28日に発売されたPC、Nintendo Switch用対戦アクションゲーム。

## 概要
風船のように体を膨らませることができるキャラクターを操作し、壁に囲まれた空間の中を漂いながら最大4人のプレイヤーによる複数ラウンドの対戦を行う。周囲にあるトゲに触れれば負けというシンプルなルールの一方で、負けた後に「ゴースト」となって引き続きキャラクターを操作できる要素や、他のプレイヤーを倒した時などに加算されるコイン（点数）により対戦自体で負けても総合優勝の可能性があるなど、独自のシステムも用いている。
開発元のnoname studioは日本工学院専門学校のゲームクリエイター科（4年制コース）に当時在籍の学生たちで構成されており、学校の課題として制作していたソフトが後にソニー・ミュージックエンタテインメントのゲームブランドUNTIESより発売されたという経緯がある（詳細は後述）。

## システム
ゲーム開始前に、体の大きさやグリップ力など個体差がある6体の操作キャラクターから1体を選ぶ。キャラクターはコントローラのボタンを押すことで体が膨らみ、離すと指定方向へゆっくり加速しながら推進する。ボタンを押す長さにより推進距離が異なる。推進中に他のキャラクターにぶつかると弾き飛ばすことができる。
対戦する空間は壁に囲まれており一部には触れると負けになるトゲ地形がある。一方、トゲのない壁は一度キャラクターが触れるとトゲ地形に変化する。また、各ステージには、ぶつかると一時的に操作不能となる隕石や特定方向に進みづらくなる送風など固有のギミックが含まれている。
対戦で最後の一人が残った時点でラウンドが終了して結果発表画面に移り、長く残った順番に応じて一定のコインが加算される（例えば、4人対戦の場合は1位から順に3枚、2枚、1枚、0枚）。このほか、以下の条件の時にコインが追加加算される。追加加算は、負けた後の「ゴースト」状態時のものであっても有効となる。
- 体当たりで他のプレイヤーを倒した場合、倒した数×2枚のコインが追加。
- 第2ラウンド以降、総合コイン枚数1位のプレイヤー（冠をかぶっているプレイヤー。1位が複数人の場合はそれぞれがかぶる）を体当たりで倒した場合、上記のものとは別に、倒した数×2枚のコインが追加。
- 対戦中にまれに現れるコインの取得により追加。

いずれかのプレイヤーのコイン総合枚数が既定数に達した時点で全ラウンドが終了し総合優勝となる。

## 開発
本作の開発は、日本工学院専門学校の3年生と2年生で構成されたチームにより2017年9月から始まり、毎週月曜日と金曜日の授業内で進められた。当初はアイデアが何も決まっていなかったが、きっかけになりそうなキーワードを複数並べた末に「風船」「タックル」「相撲」の3つに絞り、そこから、4人でぶつかり合い外枠の壁にぶつかったら脱落というアイデアが生まれた。同年12月にひとまず完成となり、目標としていたゲームコンテスト「全国専門学校ゲームコンペティション」「福岡ゲームコンテスト（GFF AWARD）」に応募、このうち全国専門学校ゲームコンペティションでは後述のようにグランプリを受賞した。そして、このことをもって本作のプロジェクトは一旦終了となった。
開発メンバーの一人は「はちのす」名義で本作とは別のゲームソフト『SOULLOGUE』を個人制作していたが、このソフトに注目したUNTIESが2018年2月に本人と対面し、その中で本作の話題になったところUNTIESは発売に意欲を示した。一方で、開発を行うのが学生の急造チームであるため場合によっては完成しないという事態を危惧し、UNTIESが発売までのサポートを行うことになった。その後、5月開催のゲームイベント「BitSummit volume 6」への出展を経て9月より授業の一環として開発が再開、グラフィックを大幅に変更し一人用モードやオンラインモードの実装に取り組んだ。しかし、作業量が膨大になったことで終わりの見えない状態に陥り、また、チーム内の4年生が卒業するまでに完成させなければならないという時間的制約もあったため、一人用モードやオンラインモードの実装を取りやめローカル対戦モードのみに絞って開発を行い、完成に至った。

## 受賞
- 第6回全国専門学校ゲームコンペティション グランプリ[8]